# Eberhard Knospe
Eberhard Knospe (* 12. Mai 1958 in Görlitz; † 5. Mai 1982 in Sommersdorf) war ein im Dienst getöteter DDR-Grenzsoldat. Knospe wurde als Postenführer im Grenzdienst von seinem Posten erschossen, der anschließend in den Westen flüchtete.

## Leben
Eberhard Knospe war gelernter Maurer und arbeitete vor Antritt des Wehrdienstes bei der ZBO Landbau Görlitz/Kiesdorf, also einer „Baubrigade“ von Landwirtschaftlichen Produktionsgenossenschaften (LPG). Knospe wurde im Frühjahr 1981 zum anderthalbjährigen Wehrdienst bei den Grenztruppen der DDR im Grenzkommando Nord einberufen und dort für das erste Halbjahr im Grenzausbildungsregiment 7 „Martin Hoop“ in Halberstadt ausgebildet. Im Herbst 1981 erfolgte die Versetzung zum Grenzdienst im Grenzregiment 25 „Neidhardt von Gneisenau“ / 4. Grenzkompanie mit Sitz in Sommersdorf. Der Grenzdienst wurde immer von mindestens zwei Soldaten ausgeübt, ein Soldat im zweiten Diensthalbjahr fungierte dabei üblicherweise als Posten und wurde von einem Gefreiten im dritten Diensthalbjahr als Postenführer befehligt.
Am 26. April 1982 wurde der 19-jährige Klaus D. von der Ausbildung in Halberstadt zur 4. Grenzkompanie versetzt. Am 2. Mai 1982 verrichtete er erstmals Grenzdienst. Knospe und D. waren am 4. Mai 1981 eingesetzt um die offene Stelle zu sichern. Im Grenzsignalzaun war eine offene Stelle die regelmäßig von der Kohlebahn aus Harbke nach Völpke bzw. umgekehrt befahren wurde. Sein Postenführer war der 24-jährige Gefreite Eberhard Knospe. Der Soldat Klaus D. hielt die Gelegenheit für eine Flucht in diesem Grenzdienst nach vorheriger Grenzbegehung sowie dienstlichen Unterweisungen und Gesprächen mit Kameraden für günstig, da die Hundelaufanlage nur teilweise besetzt war, stellenweise keine Tretminen verlegt waren und der 3,20 m hohe Metallgitterzaun keine Selbstschussanlagen (SM 70) aufwies. Daher beschloss D. eine Umsetzung seiner Fluchtpläne noch in derselben Nacht vom 4. auf den 5. Mai.
Der Soldat D. war mit einer Maschinenpistole Typ Kalaschnikow und 30 Schuss Munition bewaffnet, der Gefreite Knospe mit der lMG-Variante gleichen Typs. Das Postenpaar hielt sich erst auf dem Beobachtungsturm des Abschnitts auf, um mit Einbruch der Dunkelheit in eine Erdbeobachtungsstelle zu wechseln. Nach Aussage von D. in dessen Strafprozess in Westdeutschland fragte er Knospe gegen 2:10 Uhr: „Pass auf, kommst Du mit in den Westen?“ Nach Aussage von D. gab Knospe darauf keine Antwort, sondern sprang hoch und griff zu seiner Waffe, lud diese aber nicht durch. D. entsicherte seine eigene Waffe und stellte auf Einzelfeuer, lud durch und gab vier Einzelschüsse auf Knospe ab, der noch vor Ort verstarb. D. flüchtete über die Sperranlagen nach Helmstedt, wo gegen ihn Haftbefehl erlassen wurde.

## Aufarbeitung
Posthum wurde Knospe zum Unteroffizier befördert und mit dem Kampforden „Für Verdienste um Volk und Vaterland“ ausgezeichnet. Am 13. Mai 1982 wurde Knospe auf dem Friedhof seines Heimatortes Gersdorf/Landkreis Görlitz beigesetzt. Die Trauerfeier in Anwesenheit von Generalmajor Karl Leonhardt fand im LPG-Kulturhaus von Reichenbach/O.L. statt.
Die Jugendkammer des Landgerichts Braunschweig verurteilte Klaus D. am 20. Dezember 1982 wegen Totschlags zu einer Jugendstrafe von 5 Jahren. Im Urteil verneinte das Gericht das Vorliegen von niedrigen Beweggründen und damit den Straftatbestand des Mordes. Am 17. Mai 1983 verurteilte der 1. Strafsenat des Militärobergerichts Berlin den Täter in Abwesenheit wegen Mordes zu einer lebenslangen Freiheitsstrafe.
In der DDR wurde 1987 eine Kompanie der Grenztruppen nach Knospe benannt; dies geschah zeitgleich mit der Vergabe solcher „Ehrennamen“ an Grenzkompanien in Erinnerung an die ähnlich gelagerten Fälle von Ulrich Steinhauer, Manfred Weiß und Siegfried Widera.